# Río Elde
El río Elde es un río del distrito de Llanura Lacustre Mecklemburguesa, en el estado federado de Mecklemburgo-Pomerania Occidental (Alemania), un afluente del río Löcknitz.

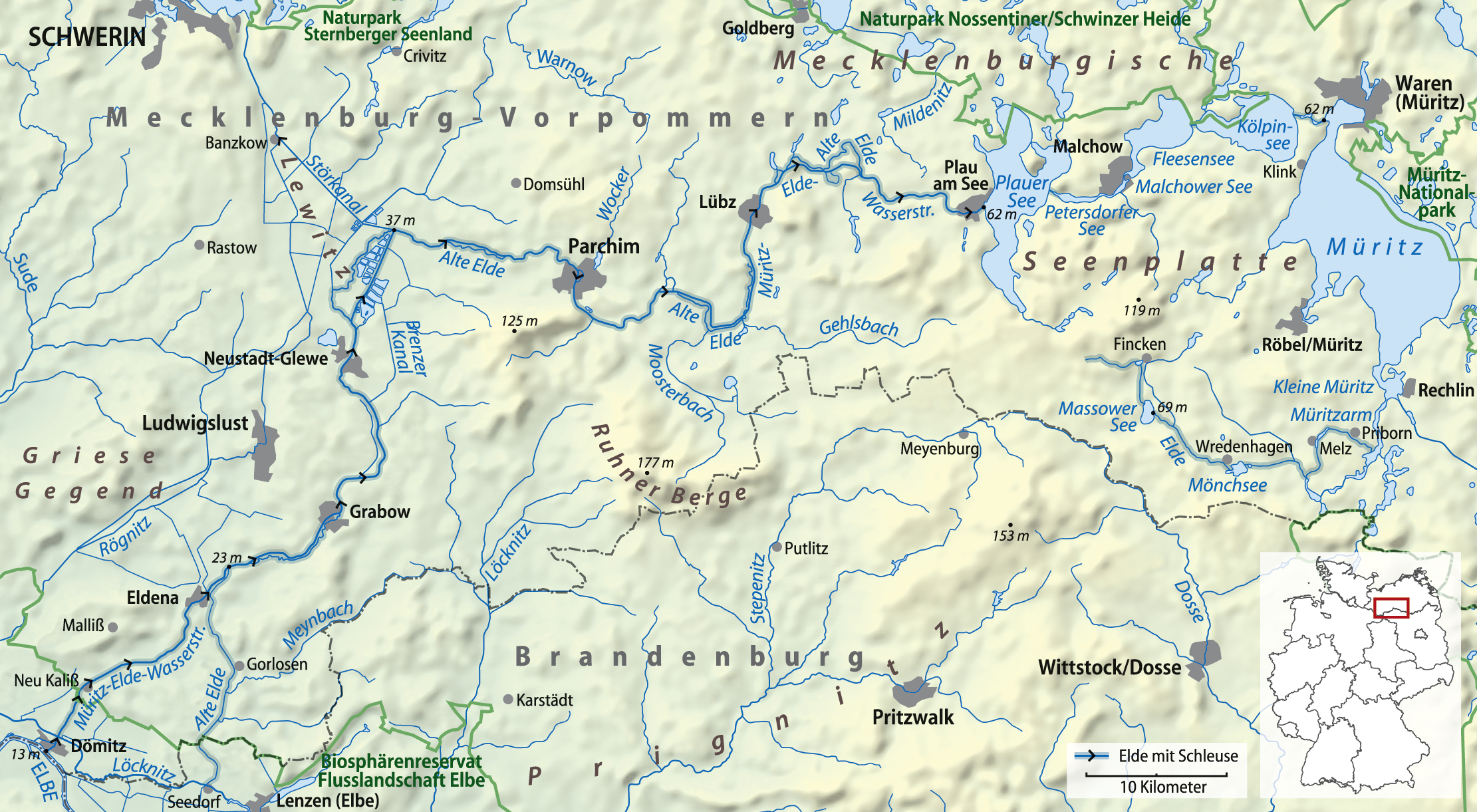
Mapa del río Elde

## Curso
Fluye primeramente en dirección sureste hacia el extremo sur del lago Müritz —el mayor lago interior de Alemania, y el segundo real tras el lago Constanza— que lo alcanza en la ciudad de Rechlin; deja el lago, en su extremo norte, cerca de la ciudad de Waren, gira hacia el oeste, atravesando el lago Plauer, pasa por Parchim y termina desaguando en el río Löcknitz.